# Martino Corda
Martino Corda (Nuoro, 1º aprile 1939 – Macomer, 1º dicembre 2024) è stato un politico italiano.

## Biografia
Laureato in economia e commercio, libero professionista, fu membro del Partito Socialista Italiano. Fu sindaco di Nuoro dal 1983 al 1985.
Fu sposato con Simonetta Murru, che divenne anche lei sindaca di Nuoro per i socialisti, dal 1991 al 1992. Morì pochi mesi dopo essere rimasto vedovo.